# Peter Funnekötter
Peter Funnekötter, född den 11 juni 1946 i Münster i Tyskland, är en västtysk roddare.
Han tog OS-brons i fyra utan styrman i samband med de olympiska roddtävlingarna 1972 i München.